# Успенская (станция)
Успе́нская — железнодорожная станция Ростовского региона Северо-Кавказской железной дороги, находящаяся в селе Авило-Успенка Матвеево-Курганского района Ростовской области.
Станция является пограничной между Россией и Украиной (де-факто — ДНР). Все поезда дальнего следования имели здесь значительную остановку для досмотра документов и вещей. Остановка занимала один час. Движение поездов дальнего следования прекращено в связи с боевыми действиями и потерей контроля Украиной над частью территорий Донецкой и Луганской областей.
С 2017 года осуществляется движение ежедневного межобластного пассажирского поезда по маршруту Ясиноватая-Иловайск-Успенская. Таможенные и пограничные операции осуществляются на станции Квашино.
До 1992 года участок Успенская — Марцево относился к Донецкой железной дороге.

## Пригородное сообщение по станции
| № поезда    | Маршрут движения                    | № поезда    | Маршрут движения                    |
| ----------- | ----------------------------------- | ----------- | ----------------------------------- |
| Пригородный | Успенская — Ростов                  | Пригородный | Ростов — Успенская                  |
| Пригородный | Успенская — Таганрог                | Пригородный | Таганрог — Успенская                |
| Пригородный | Успенская — Ясиноватая-Пассажирская | Пригородный | Ясиноватая-Пассажирская — Успенская |